# Olivera Katarina
Olivera Katarina (născută Petrović, Петровић; în sârbă Оливера Катарина, n. 5 martie 1940, Belgrad, Regatul Iugoslaviei), cunoscută anterior și ca Olivera Vučo (în sârbă Оливера Вучо) sau Olivera Šakić (în sârbă Оливера Шакић), este o actriță, cântăreață și scriitoare sârbă. Ea a fost una dintre vedetele principale ale cinematografiei iugoslave din anii 1960 și 1970 și este probabil cel mai cunoscută pentru interpretarea sa din filmul lui Aleksandar Petrović, Am întâlnit țigani fericiți (1967), care a câștigat Marele Premiu la Festivalul de Film de la Cannes din 1967.
Olivera Katarina a interpretat muzică de diferite genuri, variind de la muzică tradițională sârbă la muzică pop, în numeroase limbi. Versiunea ei a melodiei „Đelem, đelem”, pe care a interpretat-o în Am întâlnit țigani fericiți, a fost considerată una dintre cele mai bune interpretări ale acestei melodii care a fost înregistrată vreodată.
În 2020, a primit Premiul Nušić, care este acordat unor actori de succes pentru întreaga lor carieră.

## Tinerețe
Olivera Katarina s-a născut ca Olivera Petrović la 5 martie 1940, la Belgrad, Regatul Iugoslaviei. Tatăl ei a fost Budimir, căpitan de navă și mama Katarina (născută Jovančić). A adoptat numele Olivera Katarina în 1969 pentru a-și onora mama, care a decedat la 4 ianuarie 1969. Și-a petrecut copilăria la Belgrad, Dobanovci⁠(d) și Valjevo.
În copilărie, Olivera Katarina a luat lecții de pian și balet. În 1959, a plecat la Paris și s-a înscris la școala Alianța Franceză pentru a-și îmbunătăți cunoștințele de limba franceză. Olivera Katarina s-a înscris inițial la Facultatea de Drept a Universității din Belgrad, înainte de a urma cursurile Facultății de Arte Dramatice. Printre colegii ei de la Facultatea de Arte Dramatice s-au numărat Milena Dravić și Petar Kralj⁠(d).

## Carieră
Olivera Katarina a studiat la Academia de teatru, film, radio și televiziune din Belgrad. A început cariera ca studentă cu rolul Koštana⁠(d) într-o piesă cu același nume la Teatrul Național din Belgrad. Aici l-a cunoscut pe Vuk Vučo⁠(sr)[traduceți], un critic de teatru cu care s-a căsătorit.
Pentru rolul ei din filmul Goya⁠(d) – sau calea grea către cunoaștere (în germană: Goya – oder der arge Weg der Erkenntni) din 1971 (ca Olivera Katarina), a fost premiată la festivaluri de film de la Moscova și Veneția. Succesul ei major a venit cu filmul lui Aleksandar Petrović Am întâlnit țigani fericiți, unde a interpretat o țigancă cântăreață pe nume Lenče. Filmul a fost nominalizat la Premiul Oscar pentru cel mai bun film străin la cea de-a 40-a ediție a Premiilor Pscar, la Palme d'Or la Festivalul de Film de la Cannes din 1967 și pentru cel mai bun film într-o limbă străină la cea de-a 26-a ediție a Premiilor Globul de Aur. A câștigat Marele Premiu FIPRESCI al juriului la Festivalul de Film de la Cannes din 1967. Olivera a încheiat acest festival cu un concert alături de Nana Mouskouri și Dionne Warwick.
Ea a avut și o carieră de cântăreață foarte proeminentă. A înregistrat în limba sârbă, precum și în limba rusă, japoneză, română, greacă, romani și indoneziană. Ea a cântat cântece populare tradiționale sârbe și cântece țigănești. În celebra sală de spectacole Olympia din Paris a susținut 72 de concerte consecutive.
În 1969, a participat la concursul național de alegere a reprezentatului Iugoslaviei la Concursul Muzical Eurovision cu piesa „Poigraj, poigraj, devojče” (Joacă, joacă, fată).
Olivera Katarina este cunoscută și ca „singura femeie în fața căreia Salvador Dalí a îngenuncheat”, fiind uimită de frumusețea și vocea ei, după concertul ei la Paris.
În 2007, Katarina a contribuit cu mai multe cântece pentru scurtmetrajul Marinei Abramović Balkan Erotic Epic și a interpretat rolul unei zeițe în filmul lui Uroš Stojanović Čarlston za Ognjenku.

## Viață personală
În tinerețe, s-a întâlnit cu portarul de polo pe apă Milan Muškatirović⁠(d) timp de câțiva ani, la sfârșitul anilor 1950.
În perioada petrecută la academia de film, l-a cunoscut pe jurnalistul Vuk Vučo⁠(sr)[traduceți] cu care s-a căsătorit. Căsătoria a durat doar un an și jumătate.
Apoi, timp de șapte ani, a avut o relație cu agentul Serviciului de Securitate Iugoslav (UDBA⁠(d)) și apoi cu președintele Avala Film, Ratko Dražević⁠(sr)[traduceți].
În 1970, Olivera Katarina s-a căsătorit cu Miladin Šakić⁠(sr)[traduceți], care a ajuns mai târziu președintele clubului de fotbal Steaua Roșie Belgrad, cu care primarul de atunci al Belgradului Branko Pešić⁠(d) era cel mai bun prieten. Singurul fiu al cuplului, Mane, un pictor care locuiește în Madrid, s-a născut la 1 februarie 1971. Mai târziu, în 1971, Šakić a murit într-un accident de mașină lângă Mladenovac. Într-un interviu pentru cotidianul Blic⁠(d) din 2011, Olivera Katarina a susținut că nu mai a avut nicio relație cu un bărbat după Šakić.

## Filmografie
| Titlu                                                                            | An   | Rol                    | Note                              |
| -------------------------------------------------------------------------------- | ---- | ---------------------- | --------------------------------- |
| Dobra kob                                                                        | 1964 | Keti                   |                                   |
| Belo u belom                                                                     | 1964 | Necunoscut             | Film de televiziune               |
| One i on                                                                         | 1964 | Necunoscut             | Film de televiziune               |
| Put oko sveta                                                                    | 1964 | Rebeka                 |                                   |
| Akcija inspektora Rukavine                                                       | 1965 | Necunoscut             | Film de televiziune               |
| Sigurno je sigurno                                                               | 1965 | Necunoscut             | Film de televiziune               |
| Ponoćni gost                                                                     | 1965 | Necunoscut             | Film de televiziune               |
| Roj                                                                              | 1966 | Ljubica                |                                   |
| Monday or Tuesday⁠(d) Ponedeljak ili utorak                                       | 1966 | Iubita lui Marko       |                                   |
| Kiss Kiss, Kill Kill⁠(d) Kommissar X – Jagd auf Unbekannt                         | 1966 | Bobo                   |                                   |
| The Dream⁠(d) San                                                                 | 1966 | Girl                   |                                   |
| Am întâlnit țigani fericiți Skupljači perja                                      | 1967 | Lenče                  |                                   |
| Mountain of Wrath Planina gneva                                                  | 1968 | Olivera                |                                   |
| Ima ljubavi, nema ljubavi                                                        | 1968 | Necunoscut             |                                   |
| Comandamenti per un gangster                                                     | 1968 | Necunoscut             |                                   |
| Do Not Mention the Cause of Death Uzrok smrti ne pominjati                       | 1968 | Marija                 |                                   |
| Fräulein Doktor                                                                  | 1968 | Marchioness de Haro    |                                   |
| Wien nach Noten                                                                  | 1969 | Necunoscut             | Film de televiziune               |
| The Soldier Vojnik                                                               | 1970 | Milanka                | Filmat în 1966                    |
| Semnul diavolului Hexen bis aufs Blut gequält                                    | 1970 | Vanessa Benedikt       |                                   |
| Ann och Eve – de erotiska                                                        | 1970 | Singer                 |                                   |
| Ein großer graublauer Vogel                                                      | 1971 | Diana                  |                                   |
| Goya or the Hard Way to Enlightenment⁠(d) Goya – oder Der arge Weg der Erkenntnis | 1971 | The Duchess of Alba⁠(d) |                                   |
| Devičanska svirka                                                                | 1973 | Sibila                 | Film de televiziune               |
| Polen Dust Polenov prah                                                          | 1974 | Necunoscut             |                                   |
| The Dervish and Death⁠(d) Derviš i smrt                                           | 1974 | Kadinica               |                                   |
| Hell River Partizani                                                             | 1974 | Mila                   | Cunoscut și ca Tactical Guerrilla |
| Hell River Partizani                                                             | 1974 | Mila                   | Miniserial TV adaptat ca un film  |
| Crveni udar                                                                      | 1974 | Ana                    |                                   |
| Zarudela zora na Moravi                                                          | 1978 | Femeie                 | Scurtmetraj de televiziune        |
| Sedam plus sedam                                                                 | 1979 | Olivera                | Serial de televiziune             |
| Jelena Gavanski                                                                  | 1982 | Lina                   | Film de televiziune               |
| Vuk Karadžić⁠(d)                                                                  | 1987 | Eustahija Radovanović  | Serial de televiziune             |
| Tears for Sale⁠(d) Čarlston za Ognjenku                                           | 2008 | Velika Boginja         |                                   |

## Discografie

### Albume de studio
- Olivera Katarina (1974)
- Alaj mi je večeras po volji (1974)
- OK (U ime Ljubavi) (1976)
- Ciganske pesme (1977)
- Osvetnica (1979)
- Zarudela zora na Moravi (1980)
- Idu momci u vojnike (1982)
- Retka zverka (1984)
- Romanija/Pleme moje... (1999)
- Tajna (2009)

### Albume de compilare
- Alaj mi je večeras po volji – Najlepše pesme (1999)

### Single
- "Nije to, ljudi, istina" / "Šošana" / "'Ajde da igramo" / "Ne dam, ne dam" (1966)
- "Ja ništa ne znam" / "Bosonoga Sendi (Marioneta)" / "Moj je ceo svet (Uno Tranquillo)" / "A Man and a Woman Theme Song" (1967)
- "Neću tebe (Doksa to teo)" / "Suliram" / "Svu noć je padao sneg" / "Jer ljubav to je miris belog cveća" (1967)
- "Đelem, đelem" / "Rino" / "Trajo, trajo" / "Bida" / "Niška Banja" / "Čerde Mile" (1967)
- "Balade" (1968)
- "Poigraj, poigraj, devojče" (1969)
- "Himna čoveku" (1969)
- "Šu, šu" / "Tula" / "Baš sam srećna ja (La felicidad)" / "Eri (Irene Erini)" (1969)
- "Ža, ža" / "Lidu, lidu" / "Verka kaluđerka" / "Kaljina, maljina" (1969)
- "To je naše more, to su naše gore..." (1971)
- "Vatra" / "Ljubav" (1971)
- "Budi moj" / "Imam nešto da ti dam" (1971)
- "Tam deka ima" / "Dimitrijo" (1971)
- "Treperi jedno veče" / "Htela bih da znam" (1972)
- "Wakamono ha kaeranakatta" / "Koi ha..." (1973)
- "Alba" / "Plovi lađa Dunavom" (1973)
- "Ne dodiruj moje lice" / "Ne reci nikom" (1974)
- "Pričaj mi o ljubavi" / "Pada noć" (1974)
- "Alaj mi je večeras po volji" / "Kamerav" / "Čep, čep u slavinu" / "Verka kaluđerka" (1975)
- "Žena" / "Sada i nikada više" (1975)
- "Sanjam" / "Bilo je tako lepo sve" (1976)
- "Crvena jabuka" / "Sijerinska banja" (1977)
- "Nikad ne zaboravi dane naše ljubavi" / "Slatke male laži" (1979)